# أوسمان تشافيز
أوسمان دانيلو تشافيز غويتي (بالإسبانية: Osman Chávez) (مواليد 29 يوليو 1984 في سانتا في) لاعب كرة قدم هندوراسي يلعب حاليا لصالح نادي بلاتينزي الهندوراسي .

## روابط خارجية
- أوسمان تشافيز على موقع الاتحاد الدولي (مؤرشف)  (الإنجليزية)
- أوسمان تشافيز على موقع قاعدة بيانات كرة القدم.إي يو (الإنجليزية)
- أوسمان تشافيز على موقع ناشيونال فوتبول تيمز (الإنجليزية)
- أوسمان تشافيز على موقع Soccerway.com (الإنجليزية)
- أوسمان تشافيز على موقع عالم كرة القدم.نت (الإنجليزية)
- أوسمان تشافيز على موقع AS.com (الإسبانية)